# تسوية (سياسة)

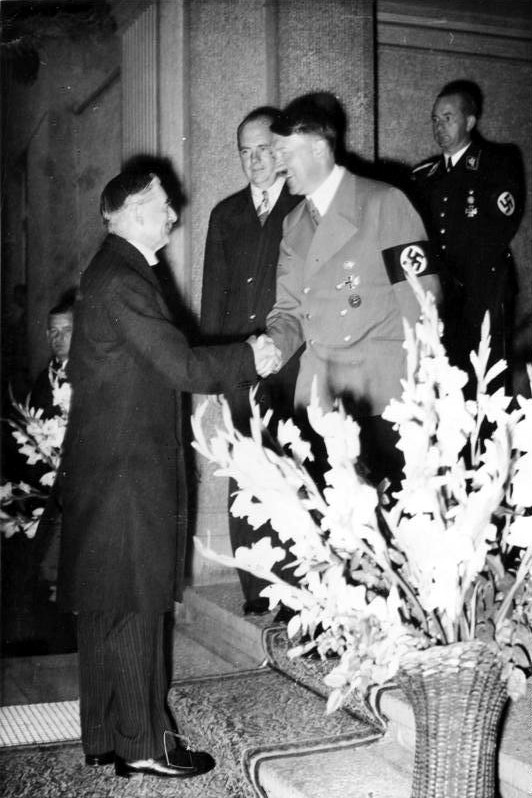
رئيس وزراء المملكة المتحدة نيفيل تشامبرلين مصافحًا رأس النظام النازي أدولف هتلر مع بداية اجتماع باد غودزبرغ بتاريخ 24 سبتمبر عام 1938. طالب هتلر خلال اللقاء بضم المناطق الحدودية مع التشيك دون أي تأخير كشكل من أشكال التسوية.

الترضية أو التسوية في سياق دولي هي سياسة دبلوماسية لتقديم تنازلات سياسية أو مادية لقوة معادية في سبيل تجنب النزاع. غالبًا ما ينطبق هذا المصطلح على السياسة الخارجية لحكومات المملكة المتحدة لرؤساء الوزراء رامزي ماكدونالد وستانلي بالدوين وأبرزهم نيفيل تشامبرلين تجاه ألمانيا النازية وإيطاليا الفاشية بين 1935- 1939.
في بداية ثلاثينيات القرن العشرين، كان ينظر إلى هذه التنازلات بشكل إيجابي بسبب صدمة الحرب العالمية الأولى، وإعادة النظر حول المعاملة الانتقامية لألمانيا في معاهدة فرساي، وإدراك أن الفاشية شكل مفيد من أشكال مكافحة الشيوعية. ولكن حزب العمال عارض هذه السياسة مع إبرام معاهدة ميونخ في 30 سبتمبر 1938 بين ألمانيا والمملكة المتحدة وفرنسا وإيطاليا، وكان بين المعارضين المحافظين رئيس الوزراء المستقبلي ونستون تشرشل، ووزير الدولة للحرب داف كوبر، ورئيس الوزراء المستقبلي أيضًا أنتوني إيدن. كانت سياسة التسوية مدعومةً بشدة من قبل الطبقة العليا البريطانية التي تتضمن: الأسرة الملكية، والشركات الكبيرة (التي تتمركز في مدينة لندن)، ومجلس اللوردات، ووسائل الإعلام مثل بي بي سي والتايمز.
مع تزايد القلق بشأن بروز الفاشية في أوروبا، لجأ تشامبرلين إلى الرقابة على الأخبار للسيطرة على الرأي العام. وأعلن بثقة بعد معاهدة ميونخ أنه ضمن «السلام لعصرنا».
كانت هذه السياسات موضوع جدل مكثف لأكثر من سبعين عامًا بين الأكاديميين والسياسيين والدبلوماسيين. وتراوحت تقييمات المؤرخين من الإدانة بسبب السماح لألمانيا هتلر بالنمو بقوة أكبر، إلى الحكم بأن ألمانيا كانت قوية للغاية لدرجة أنها قد تكسب حربًا وأن تأجيل المواجهة كان في مصلحة بلادهم. وقال المؤرخ أندرو روبرتس في عام 2019، «في الواقع، إن الرأي المقبول بشكل عام في بريطانيا اليوم هو أنهم كانوا محقين على الأقل بالمحاولة. بريطانيا لم تدخل الحرب لأشهر كثيرة، معترفة بعدم الجاهزية لمواجهة ألمانيا بشكل مباشر في القتال. فقد جلست وشاهدت غزو فرنسا، ولم تتصرف إلا بعد مضي أربع سنوات».

## فشل الأمن المشترك
جاءت سياسة التسوية التي اتبعها تشامبرلين بسبب فشل عصبة الأمم وفشل الأمن المشترك. تأسست عصبة الأمم في أعقاب الحرب العالمية الأولى على أمل أن يكون التعاون الدولي والمقاومة المشتركة للعدوان رادعًا لحرب أخرى. وكان يحق لأعضاء العصبة مساعدة أعضاء آخرين إذا تعرضوا للهجوم. وقد سارت سياسة الأمن المشترك بالتوازي مع التدابير الرامية إلى تحقيق نزع السلاح الدولي، وأن تستخدم العقوبات الاقتصادية ضد المعتدي في حال الإمكانية. ولكن بدا ذلك غير فعال أمام عدوانية الديكتاتوريين، لا سيما بعد إعادة تسليح ألمانيا للراينلاند، وغزو الزعيم الإيطالي بينيتو موسوليني للحبشة.

### غزو منشوريا
في سبتمبر 1931، غزت اليابان – التي كانت عضوًا في عصبة الأمم - منشوريا في شمال شرق الصين، مدعية أن سكانها لم يكونوا من الصينيين فقط بل كانت منطقة متعددة الأعراق. وناشدت الصين عصبة الأمم والولايات المتحدة للمساعدة. طلب مجلس عصبة الأمم إلى الأطراف الانسحاب إلى مواقعهم الأصلية للسماح بالتسوية السلمية. وذكّرتهم الولايات المتحدة بواجبهم بموجب ميثاق كيلوغ - برييان لتسوية المشكلات بشكل سلمي. لكن اليابان لم ترتدع واستمرت في احتلال كامل منشوريا. شكلت العصبة لجنة تحقيق أدانت اليابان، واعتمدت التقرير على النحو الواجب في فبراير 1933. ورداً على ذلك، استقالت اليابان من عصبة الأمم وواصلت تقدمها في الصين. لم تتخذ العصبة أو الولايات المتحدة أي إجراء. ولكن أصدرت الولايات المتحدة مبدأ ستيمسون ورفضت الاعتراف بغزو اليابان، وقد لعب ذلك دورًا في تغيير سياسة الولايات المتحدة لصالح الصين ضد اليابان في أواخر ثلاثينيات القرن العشرين. ويؤكد بعض المؤرخين، مثل ديفيد تومسون، أن «عدم تصرف عصبة الأمم وعدم فعاليتها في الشرق الأقصى، قد أعطى كل التشجيع للمعتدين الأوروبيين الذين خططوا لأعمال تحدٍ مماثلة».

### الاتفاقية البحرية الأنجلو ألمانية
في هذه الاتفاقية عام 1935، سمحت المملكة المتحدة لألمانيا بالبدء بإعادة بناء قواتها البحرية، بما في ذلك غواصات يو بوت، على الرغم من أن هتلر كان قد انتهك معاهدة فرساي مسبقًا.

### أزمة الحبشة

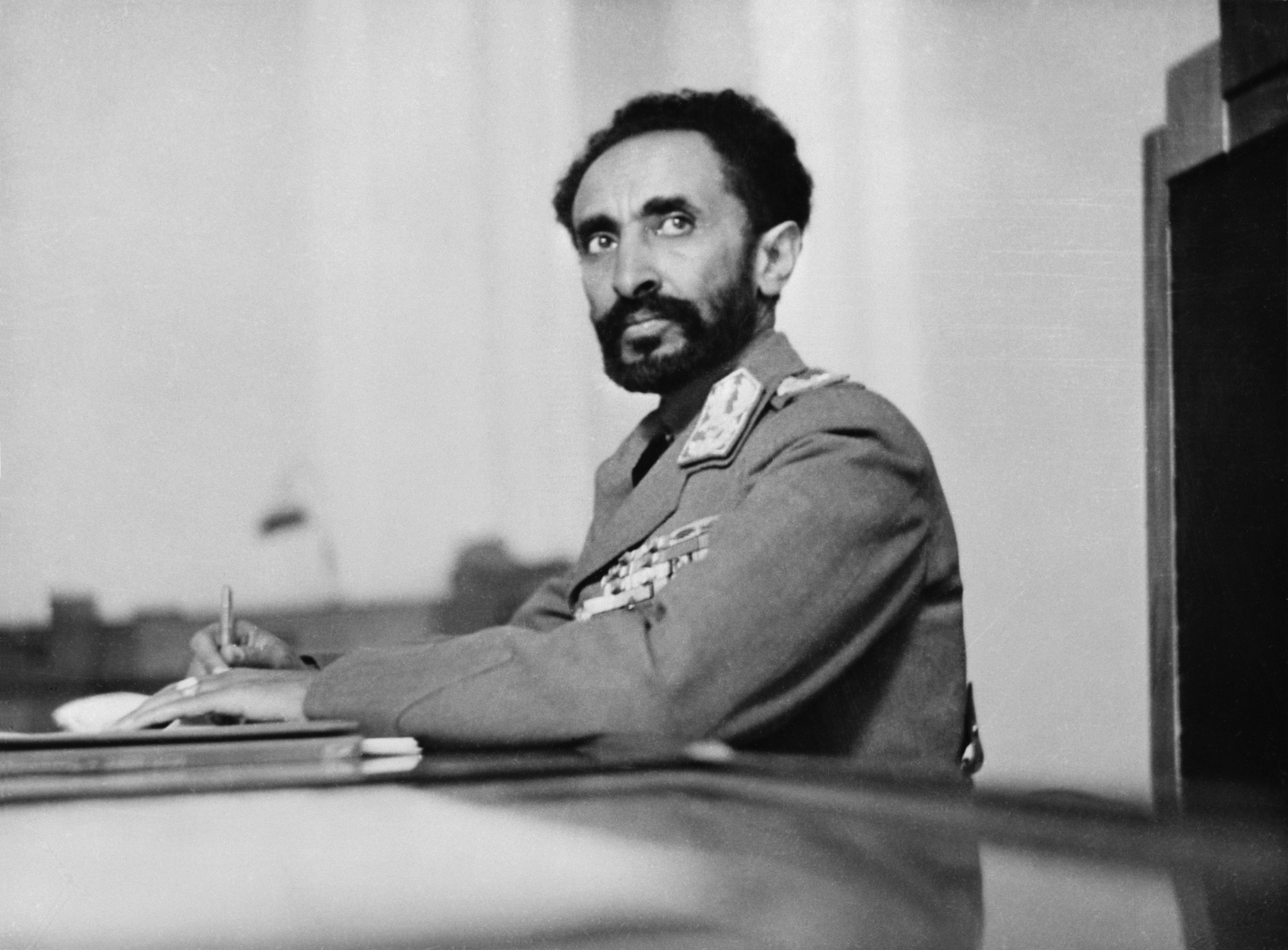
إمبراطور إثيوبيا هيلا سيلاسي (1892-1975)

كان لرئيس الوزراء الإيطالي بينيتو موسوليني طموحات إمبراطورية في الحبشة. وكانت إيطاليا تسطير على إريتريا والصومال المجاورتين بشكل مسبق. وفي ديسمبر 1934، حدث اشتباك بين القوات الإيطالية والحبشية في والوال، بالقرب من الحدود بين أرض الصومال البريطانية والإيطالية، حيث استولت القوات الإيطالية على المنطقة المتنازع عليها وقتل فيها 150 حبشيًا و50 إيطاليًا. وطالبت إيطاليا الحبشة بالاعتذار والتعويض، فناشدت الحبشة عصبة الأمم، واشتُهر الإمبراطور هيلا سيلاسي لذهابه بشكل شخصي إلى الجمعية في جنيف من أجل المناشدة. أقنعت العصبة كلا الجانبين بالسعي إلى تسوية بموجب المعاهدة الإيطالية الإثيوبية لعام 1928، ولكن إيطاليا واصلت تحريك قواتها وعادت الحبشة لمناشدة العصبة مرة أخرى. في أكتوبر 1935 شن موسوليني هجومًا على الحبشة. وأعلنت عصبة الأمم أن إيطاليا هي المعتدية وفرضت عقوبات عليها، ولكن لم تتضمن هذه العقوبات الفحم والنفط. إذ كان الاعتقاد أن عقوبات من هذا النوع ستقود إلى الحرب. ورفضت ألبانيا والنمسا والمجر تطبيق العقوبات. لم تكن ألمانيا والولايات المتحدة ضمن عصبة الأمم. ومع ذلك، عانى الاقتصاد الإيطالي. ونظرت العصبة في إغلاق قناة السويس أيضًا، الأمر الذي كان من شأنه أن يوقف إمداد السلاح إلى الحبشة، ولكن، للاعتقاد أن هذا الإجراء سيكون قاسيًا جدًا، لم يفعلوا ذلك.
في وقت سابق من هذه الأحداث، في أبريل 1935، انضمت إيطاليا إلى بريطانيا وفرنسا بالاحتجاج على إعادة تسليح ألمانيا. وكانت فرنسا حريصة على تهدئة موسوليني لإبعاده عن التحالف مع ألمانيا. وكانت بريطانيا أقل عداءً لألمانيا ومحددة في فرض العقوبات ونقلت أسطولًا بحريًا إلى البحر المتوسط. لكن في نوفمبر 1935، أجرى وزير الخارجية البريطاني السير صمويل هور ورئيس الوزراء الفرنسي بيير لافال مناقشات سرية اتفقوا خلالها على التنازل عن ثلثي الحبشة لإيطاليا. ولكن سربت الصحافة محتوى المناقشات وأجبر احتجاج شعبي هور ولافال على الاستقالة. وفي مايو 1936 استولت إيطاليا على أديس أبابا، العاصمة الحبشية، دون أن تردعها العقوبات، وأعلنت فيكتور إيمانويل الثالث إمبراطورًا على إثيوبيا. وفي يوليو تخلت العصبة عن العقوبات. وهذه الأحداث، التي كانت فيها العقوبات غير مكتملة وبدا من السهل التخلي عنها، جعلت عصبة الأمم تفقد مصداقيتها بشكل جدي.

### إعادة تسليح راينلاند

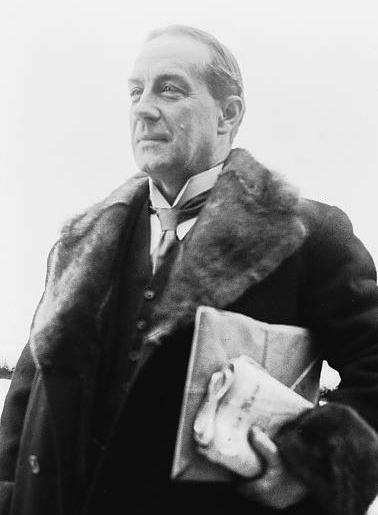
رئيس وزراء المملكة المتحدة ستانلي بلدوين

كانت راينلاند منزوعة السلاح بموجب تسوية فرساي. وقبلت ألمانيا هذا الترتيب ضمن معاهدات لوكارنو لعام 1925. وادعى هتلر أن ذلك يهدد ألمانيا، وفي 7 مارس 1936 أرسل القوات الألمانية إلى راينلاند. وراهن على عدم تدخل بريطانيا، لكنه لم يكن متأكدًا من ردة فعل فرنسا. وقد عارض هذا الإجراء العديد من مستشاريه. كان لدى ضباطه أوامر بالانسحاب إذا واجهوا المقاومة الفرنسية. تشاورت فرنسا مع بريطانيا وقدمت احتجاجات إلى العصبة، لكنها لم تتخذ أي إجراء. وقال رئيس الوزراء ستانلي بالدوين إن بريطانيا تفتقر إلى القوات لدعم فرنسا، وأن الرأي العام لن يسمح بذلك على أي حال. في بريطانيا، كان الاعتقاد السائد أن الألمان كانوا يتصرفون ضمن أراضيهم فقط. وقال هيو دالتون - عضو البرلمان عن حزب العمال الذي كان عادة ما يدعو إلى مقاومة شديدة لألمانيا - أنه لا الشعب البريطاني ولا حزب العمال سيدعم العقوبات العسكرية أو الاقتصادية. في مجلس عصبة الأمم، اقترح الاتحاد السوفيتي وحده فرض عقوبات ضد ألمانيا. ثم دُعي هتلر إلى التفاوض. وقد اقترح معاهدة عدم اعتداء مع القوى الغربية. وعندما سُئل عن التفاصيل لم يرد. إن احتلال هتلر لراينلاند أقنعه بأن المجتمع الدولي لن يقاومه ووضع ألمانيا في موقع استراتيجي قوي.[بحاجة لمصدر]

### الحرب الأهلية الإسبانية
يجادل العديد من المؤرخين بأن سياسة عدم التدخل البريطانية كانت نتاجًا لموقف المؤسسة المناهض للشيوعية. ويقول سكوت رامزي (2019) إن بريطانيا أظهرت «الحياد الخيري». كانت ببساطة تلتزم الحذر، وتتجنب الانحياز إلى طرف أو آخر. كان الهدف من ذلك أنه في أي حرب أوروبية، ستتمتع بريطانيا «بالحياد الخيري» من أي جانب يفوز في إسبانيا.

## إدارة التسوية 1937 - 1939
استقال ستانلي بالدوين من منصبه كرئيس للوزراء في عام 1937، وخلفه نيفيل تشامبرلين. اتبع تشامبرلين سياسة التسوية وإعادة التسليح، واشتُهر تشامبرلين بذلك بسبب مفاوضاته مع هتلر حول تشيكوسلوفاكيا عام 1938.